# Nomlandia californica
Espèce
Statut CITES
Nomlandia californica est une espèce de coraux appartenant à la famille des Caryophylliidae.